# Тростино (Локнянський район)
Тростино (рос. Тростино) — присілок в Локнянському районі Псковської області Російської Федерації.
Населення становить 0 осіб. Входить до складу муніципального утворення Самолуковская волость.

## Історія
Від 2015 року входить до складу муніципального утворення Самолуковская волость.

## Населення
| 2001 | 2002 | 2010 |
| ---- | ---- | ---- |
| 3    | ↘1   | ↘0   |